# Cineteatro Ópera
O Cineteatro Ópera é um casa de espetáculo da cidade de Ponta Grossa, no Estado do Paraná. Atualmente o teatro disponibiliza espaço para 933 espectadores em três auditórios, sendo o principal para cerca de 690 pessoas. O Ópera, como é conhecido, foi reinaugurado em 2004 após revitalização de 4,7 milhões de reais e é administrado pela Prefeitura de Ponta Grossa.